# Bessvatnet
Bessvatnet er en næringsfattig indsø i Jotunheimen i Norge. Den ligger nær Besseggen.